# Frederico Rosa
Frederico Nobre Rosa (Castro Verde, 1957. április 6. – 2019. február 17.) válogatott portugál labdarúgó, hátvéd.

## Pályafutása

### Klubcsapatban
1972-ben a CUF korosztályos csapatában kezdte a labdarúgást. 1975-ben mutatkozott be az első csapatban, ahol 1978-ig játszott. 1978–79-ben a Barreirense, 1979 és 1983 között a Benfica, 1983 és 1993 között a Boavista, 1991–92-ben a Vitória, 1992 és 1994 között az Estrela da Amadora, 1994–95-ben a Leixões labdarúgója volt. A Benfica játékosaként két bajnoki címet és három portugál kupagyőzelmet ért el.

### A válogatottban
1985 és 1989 között 18 alkalommal szerepelt a portugál válogatottban és öt gólt szerzett. Tagja volt az 1986-os mexikói világbajnokságon részt vevő csapatnak.

## Sikerei, díjai
Benfica
- Portugál bajnokság (Primeira Liga)
  - bajnok (2): 1980–81, 1982–83
- Portugál kupa (Taça de Portugal)
  - győztes (3): 1980, 1981, 1982
- UEFA-kupa
  - döntős: 1982–83